# می‌نامی آئویاما
می‌نامی آئویاما (انگلیسی: Minami Aoyama؛ زاده ۲۸ مهٔ ۱۹۸۲) یک بازیگر پورنوگرافی اهل ژاپن است. 